# فيكتور بابلو بيريز
فيكتور بابلو بيريز (بالإسبانية: Víctor Pablo Pérez) هو موزع إسباني، ولد في 1954 في برغش في إسبانيا.

## وصلات خارجية
- فيكتور بابلو بيريز على موقع ميوزك برينز (الإنجليزية)
- فيكتور بابلو بيريز على موقع أول ميوزيك (الإنجليزية)
- فيكتور بابلو بيريز على موقع ديسكوغز (الإنجليزية)